# 慶雲寺 (曼谷)

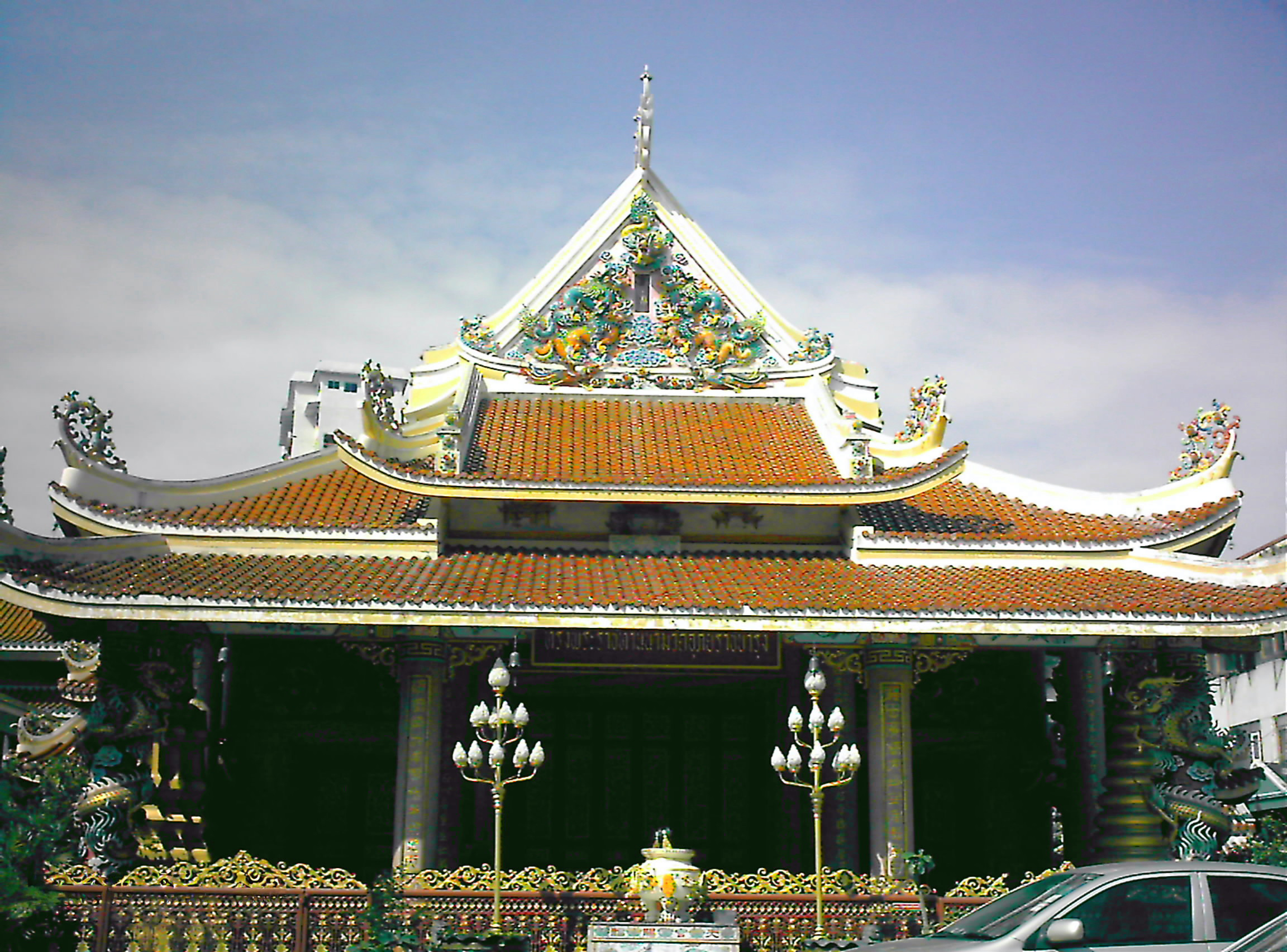
大殿

慶雲寺（泰語： Wat Uphairatbamrung）是泰國曼谷三攀他旺縣的一间安南式大乘佛教寺廟，位于石龍軍路864號。

## 历史
庆云寺是阮福映流亡暹罗（1787年—1790年）时随行僧人所建的安南式佛寺。1877年4月14日，暹羅國君拉瑪五世蒞臨此佛寺，把印度政府送給他的菩提樹苖，裁種在牌樓的右方。1878年，拉玛五世为本寺赐汉字名敕赐镇国庆云禅寺（Sắc tứ trấn quốc Khánh Vân thiền tự）。
庆云寺位于曼谷唐人街的哒叻仔区，因此亦成为当地华人住民的参拜场所之一，其部分装饰亦带有中式风格。寺内的祖师殿供奉着越南僧侣释普灑（Thích Phổ Sái）的遗体，他在1926年至1958年担任庆云寺住持。

## 建築
- 牌樓：正面：「丁酉歲菊月立  慶雲寺  楊勉允題」；背面：「佛光普照」；對聯：「四季平安酧聖德；萬民康樂謝神恩。」
- 主殿：供奉釋迦牟尼的佛像。
- 富貴亭：供奉彌勒佛的像。
- 九龍殿：供奉觀音的像。
- 思恩堂：佛教徒供奉先人的地方。
- 懷德堂：佛教徒供奉先人的地方。
- 風調堂：佛教徒供奉先人的地方。

## 图册

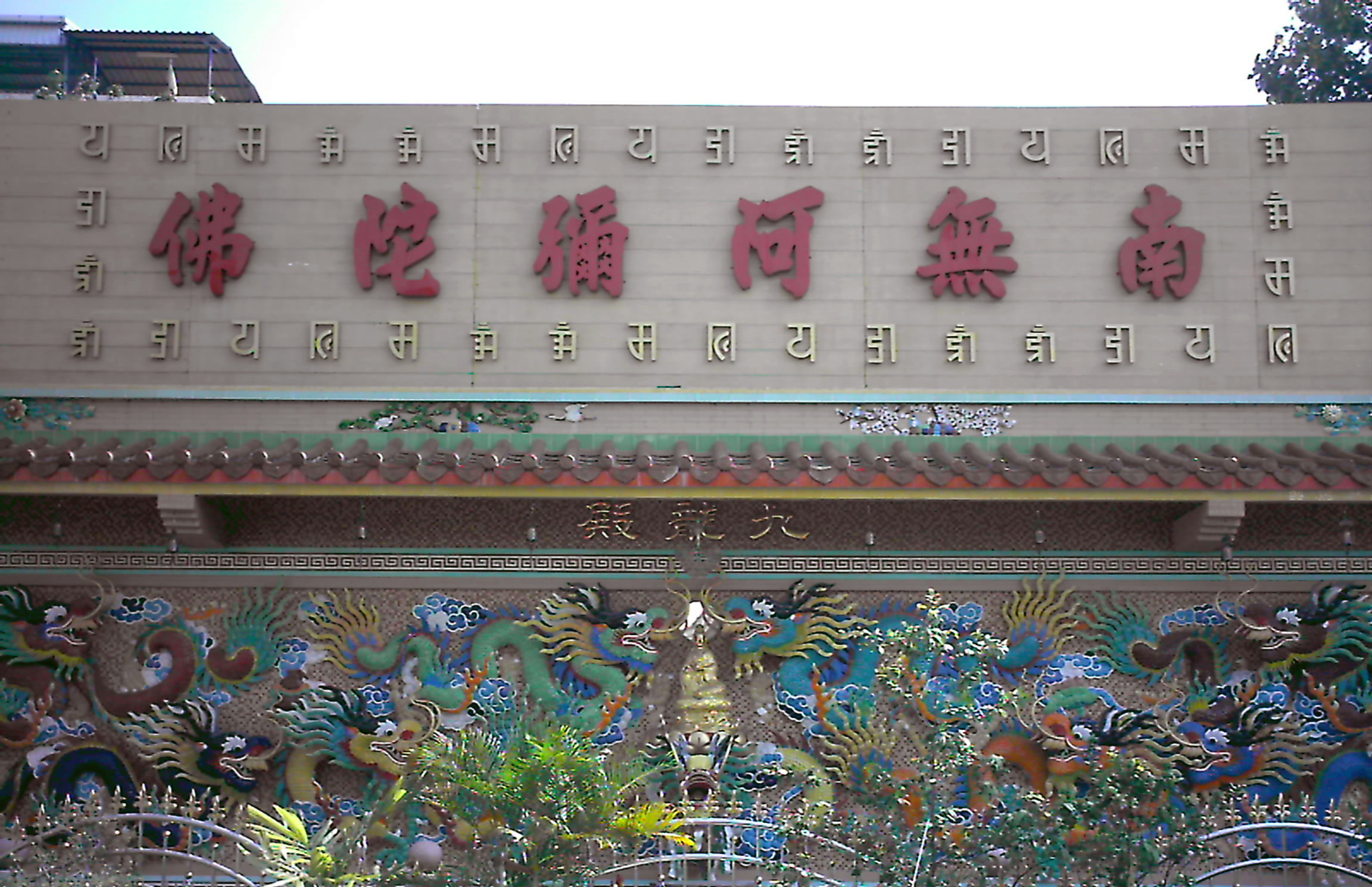
慶雲寺的九龍殿供奉觀音像
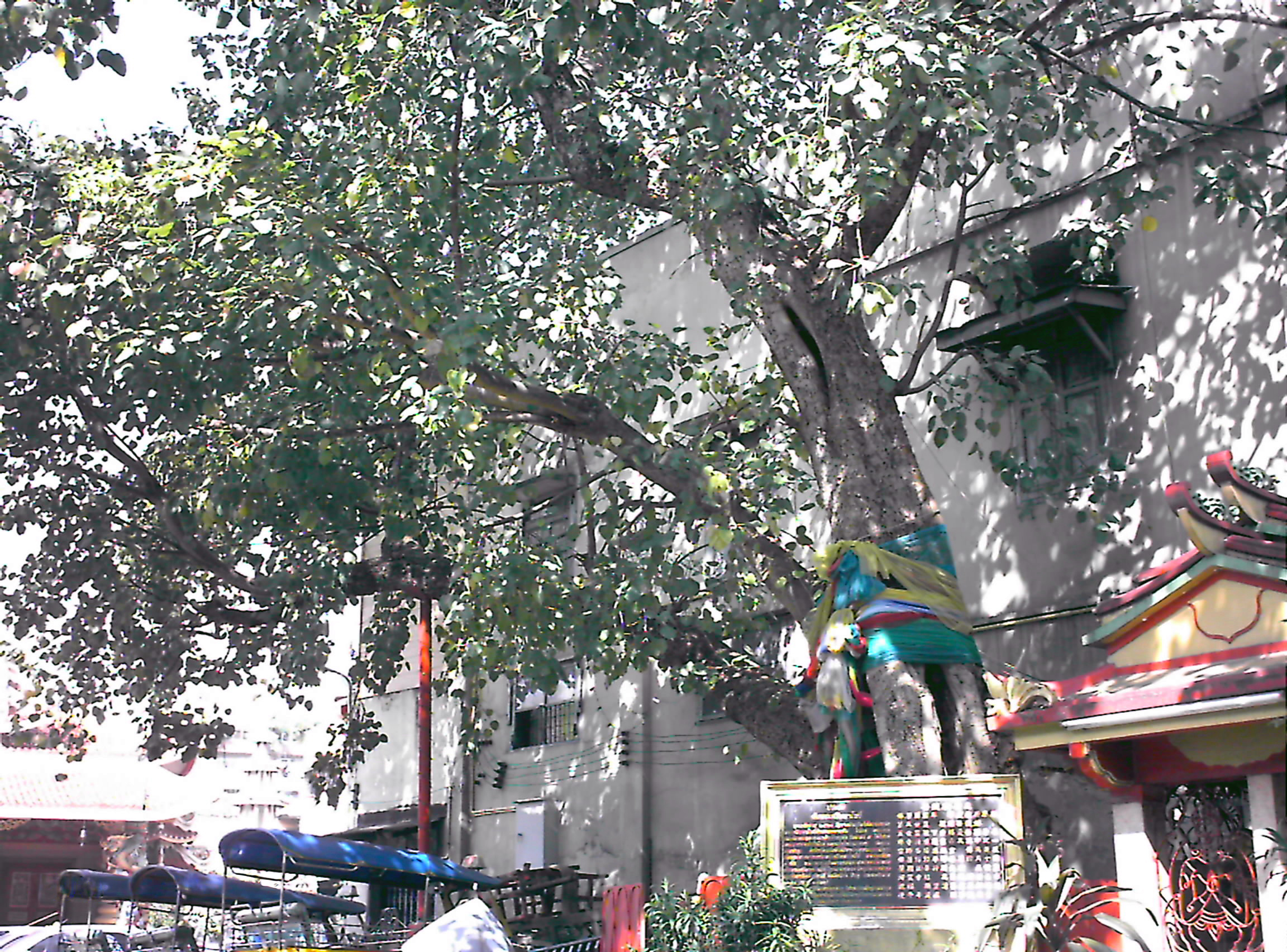
前觀慶雲寺的印度菩提樹
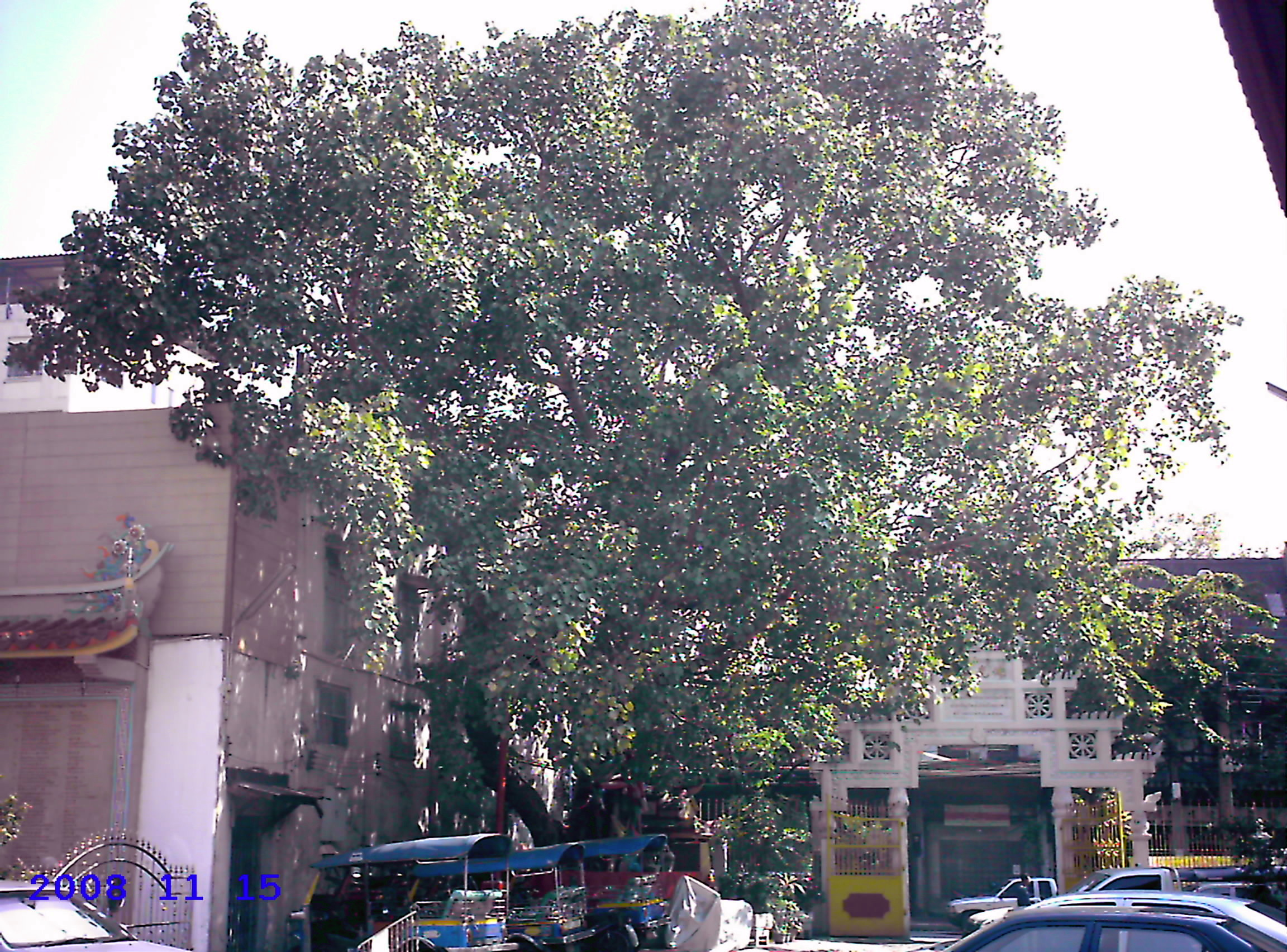
後觀慶雲寺的印度菩提樹